# Општина Мунтениј де Жос (Васлуј)
Мунтениј де Жос (рум. Muntenii de Jos) општина је у Румунији у округу Васлуј.
Oпштина се налази на надморској висини од 95 m.